# 巧實力
巧實力（英語：Smart power），是约瑟夫·奈尔在「硬實力」、「軟實力」之後，著書詮釋的第三種國家實力，巧實力意指「結合硬實力和軟實力的致勝策略能力」 。根據 Chester Crocker，巧實力「牽涉到外交、遊說、斡旋、示威、影響等有效率又合於情理法的策略運用」，換言之，巧實力是所有軍事和外交手段雙管齊下、軟硬兼施的策略能力。

## 簡介
就巧實力出現的背景來看，在2003年美國小布希政府發動伊拉克戰爭之後，有些學者為了檢討好戰又單邊的新保守主義外交政策，提出巧實力的概念，傾向自由主義，提倡國際組織的和平或多邊解決爭端機制。也有人認為巧實力改良自軟實力，因為提倡軟實力的民主派政客常流於理想而弱於見效。至於是誰創造了巧實力這個名詞，在《外交》上有一場辯論：Suzanne Nossel 在《外交》撰寫了一篇論文，標題就是〈巧實力〉（Smart Power: Reclaiming Liberal Internationalism）；不過，時任副總統顧問 Antony Blinken 稍早在一場演講也提過這個詞彙。2004年初，約瑟夫·奈爾出版的一本書《軟實力：世界政治成功的手段》（Soft Power: The Means to Success in World Politics）中提到巧實力，後來納入戰略與國際研究中心的巧實力研究計畫案，成立「巧實力研究委員會」（Smart Power Commission），推廣巧實力落實於外交政策。